# Distretto di Bökej Orda
Il distretto di Bökej Orda (in kazako: Бөкей Орда ауданы) è un distretto (audan) del Kazakistan con  capoluogo Sajqyn.
| Controllo di autorità | VIAF (EN) 2891153363087437520005 |